# Estación Alberdi
Juan Bautista Alberdi es una estación ferroviaria ubicada en la localidad del mismo nombre, partido de Partido de Leandro N. Alem, Provincia de Buenos Aires, Argentina. Lleva el nombre del librepensador, Juan Bautista Alberdi, inspirador de la Constitución Argentina de 1853.

## Servicios
Por sus vías corren trenes de carga de la empresa estatal Trenes Argentinos Cargas y de pasajeros de la empresa estatal Trenes Argentinos Operaciones.

## Historia
En el año 1886 fue inaugurada la estación, por parte del Ferrocarril Buenos Aires al Pacífico, en el ramal Junín-Alberdi.